# Episparis penetrata
Episparis penetrata là một loài bướm đêm trong họ Erebidae.